# Luis Arroyo Rodríguez
Luis Arroyo Rodríguez (Madrid, 1920 - Madrid, 10 de mayo de 1934) fue un joven víctima de la violencia política durante la Segunda República Española.

## Contexto
A partir de 1933, y especialmente tras el triunfo del centro derecha en las Elecciones generales de España de 1933, comenzó un proceso de radicalización en las juventudes de los partidos políticos españoles, tanto en las derechas como en las izquierdas. Por la parte socialista, las juventudes del PSOE iniciaron ciertos vínculos con la UJCE. Pero, sin duda, lo que acercó aún más a los jóvenes socialistas y comunistas a partir del verano de 1934 fue el asesinato de varios jóvenes en enfrentamientos con falangistas: Juanita Rico, miembro de la FJS, el 10 de junio de 1934; y Joaquín de Grado, dirigente de la UJCE, el 29 de agosto del mismo año. 

## Colisión

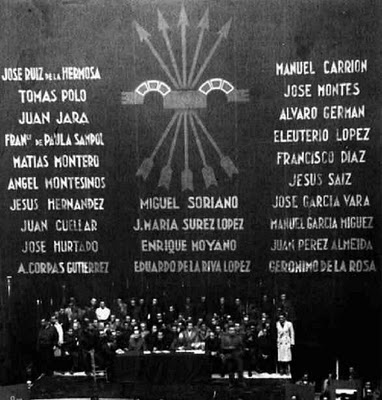
Telón de los caídos de FE de las JONS, en 1935.

En la mañana del 10 de mayo de 1934, el hostigamiento de varios jóvenes falangistas a los miembros de la FUE provocó una "colisión" o enfrentamiento abierto delante del Instituto Lope de Vega de Madrid. Los jóvenes se pelearon con gran violencia, pero en un momento dado algunos individuos -ya no tan jóvenes- abrieron fuego de armas desde un portal cercano. Se oyeron 10 o 12 disparos. Tras los disparos, las fuerzas del orden disolvieron la pelea. Hubo dos heridos, que fueron trasladados a la Policlínica de Urgencias de la calle Sagasta. La policía detuvo a Carlos Martínez y Arturo Spinelli. Más tarde detuvo al socialista Luis Salvatierra Ciriaco.

#### Muerte
Luis Arroyo Rodríguez murió a las pocas horas, sobre las 20,00 horas. Según la prensa, 

presentaba una herida de bala en la región occipital, con orificio de salida por la frontal, y enormes destrozos en la masa encefálica.
Diario Ahora, 11 de mayo de 1934, pág. 6.

 En los sucesos, resultó herido de gravedad el joven José Escobar, de 17 años.

#### Detenciones
El día 15 de mayo informaba el diario madrileño Ahora de la detención del autor de los disparos y de dos colaboradores, que atacaron con violencia el día de antes al estudiante Rogelio González Valcárcel. Los detenidos fueron Luis Cernuda García, Domingo Ochoa Isasola y Manuel Arcas Pérez.